# Seznam mineralov C-E
Seznam mineralov C-E vsebuje imena mineralov, sopomenke, rudarska imena ter imena skupin mineralov in trdnih raztopin z začetnicami C, Č, D in E.
Seznam ni popoln, ker vanj še niso vnešena imena vseh poznanih mineralov, poleg tega pa se stalno odkrivajo novi.

### C
- celestin (stroncijev sulfat, Sr[SO4])
- ceruzit (svinčev karbonat, PbCO3)
- cinabarit (živosrebrov sulfid, HgS)
- cinkit (cinkov oksid, ZnO)
- cirkon (cirkonijev silikat, ZrSiO4)
- cojzit (kalcijev aluminijev hidroksi silikat, Ca2Al3 [O | OH | SiO4 | Si2O7])

### Č
- čermakit ([ ]Ca2(Mg3AlFe3+)Si6Al2O22(OH)2)

### D
- datolit (kalcijev borov hidroksi silikat, CaB[OH  | SiO4])
- daubrelit (železov kromov sulfid, FeCr2S4)
- deskloizit (svinčev, cinkov, bakrov hidroksi vanadat, Pb(Zn,Cu)[OH | VO4])
- dezmin (stilbit) (kalcijev alumosilikat heptahidrat, Ca[Al2Si7O18] • 7H2O)
- diamant (ogljik, C)
- diaspor (aluminijev oksi hidroksid, α-AlO(OH))
- diopsid (kalcijev magnezijev silikat, CaMg[Si2O6])
- dioptaz (bakrov silikat heksahidrat, Cu6[Si6O18] • 6H2O]
- disten (aluminijev silikat, Al2[O | SiO4])
- dolomit (kalcijev magnezijev karbonat, CaMg(CO3)2)
- dravit (natrijev magnezijev aluminijev borosilikat, NaMg3Al6[(OH)4 | (BO3)3 | Si6O18]
- džemsonit (svinčev železov antimonov sulfid, Pb4FeSb6S14)

### E
- edenit (NaCa2Mg5Si7AlO22(OH)2)
- egirin (akmit) (natrijev železov silikat, NaFe3+[Si2O6])
- enstatit (magnezijev inosilikat, MgSiO3)
- epidot (Ca2(Fe3+,Al) Al2 [O | OH | SiO4 | Si2O7])
- epsomit (magnezijev sulfat hidrat, Mg[SO4] • 7H2O)
- eritrin (kobaltov arzenat oktahidrat, Co3[AsO4]2 • 8H2O)
- esmeraldit (železov oksid hidroksid, γ-FeO(OH))
- etringit (kalcijev aluminijev hidroksi sulfat hidrat, Ca6Al2[(OH)4 | SO4]3 • 26H2O)